# Elecciones municipales de Guaymallén de 2023
Las elecciones en el departamento de Guaymallén de 2023 tendrán lugar el 24 de septiembre de dicho año, junto con las elecciones provinciales. En dicha elección se elegirán intendente municipal y la mitad de los concejales. El intendente en funciones, Marcelino Iglesias, tiene mandato limitado, por lo que no puede postularse en estas elecciones.
Las candidaturas oficiales se definieron en las elecciones primarias, abiertas, simultáneas y obligatorias (PASO) que tuvieron lugar el 11 de junio.

## Candidaturas

### Declaradas

#### La Unión Mendocina
- Gabriel Pradines (Propuesta Republicana), senador provincial.[2]
- Fabián Manzur (Unión Cívica Radical), empresario.[3][4]
- Elizabeth Rojas.

#### Cambia Mendoza
- Marcos Calvente (Unión Cívica Radical), funcionario municipal.[5][6]
- Jorge Raúl Zingaretti.

#### FIT-U
- Gerardo Bustamante (Movimiento Socialista de los Trabajadores), docente.
- Federico Telera (Partido Obrero).

#### Elegí Mendoza
- Lautaro Cruciani.
- Omar Dabul.
- Natalia Vicencio (Partido Justicialista), diputada provincial.[7]
- Sergio Ontivero.
- Rafael Moyano (Partido Justicialista), senador provincial.[8]

#### Partido Verde
- Alfredo Mellado (Partido Verde).

## Resultados

### Elecciones primarias
Las elecciones primarias, abiertas, simultáneas y obligatorias (PASO) tuvieron lugar el 11 de junio de 2023. Se presentaron trece precandidatos a la intendencia por cinco espacios políticos distintos. Para pasar a la elección general, es requisito sacar más del 3% de los votos, además de ganar la interna del partido al que se representa.
|  | 0,00 % |

|  | 0,00 % |

|  | 0,00 % |

|  | 0,00 % |

|  | 0,00 % |

|  | 0,00 % |

|  | 0,00 % |

|  | 0,00 % |

|  | 0,00 % |

|  | 0,00 % |

|  | 0,00 % |

|  | 0,00 % |

|  | 0,00 % |

|  | 0,00 % |

|  | 0,00 % |

|  | 0,00 % |

|  | 0,00 % |

|  | 0,00 % |

|  | 0,00 % |

|  | 0,00 % |

|  | 0,00 % |

|  | 0,00 % |

|  | 100 % |

|  | 99,85 % |